# Perry (Cambridgeshire)
Pour les articles homonymes, voir Perry.
Perry est une paroisse civile et un village du Cambridgeshire, en Angleterre.